# Bill Cosby
Bill Cosby, all'anagrafe William Henry Cosby, Jr. (Filadelfia, 12 luglio 1937), è un attore, comico, cabarettista, sceneggiatore, conduttore televisivo, produttore televisivo, musicista, compositore ed ex cantante statunitense.
È anche scrittore e regista televisivo. È noto soprattutto per la serie tv I Robinson, da lui prodotta e ideata. In essa Cosby interpreta il ruolo del dott. Cliff Robinson per ben otto stagioni, dal 1984 al 1992. La serie risultò essere la più seguita in America per cinque stagioni consecutive nel periodo 1985-89. Tra gli anni ottanta e novanta è stato il personaggio del piccolo schermo più pagato degli Stati Uniti. Nel 1976 ha conseguito un dottorato in Educazione presso l'Università del Massachusetts, mentre nel 2002 lo scrittore Molefi Kete Asante lo ha incluso nel suo libro The 100 Greatest African Americans. Nel 1966 diventa il primo attore afroamericano a vincere il Premio Emmy in una categoria recitativa, ottenendolo come migliore attore protagonista in una serie drammatica per Le spie, grazie alla quale ne vincerà in totale tre.
A partire dagli anni duemila, Cosby è stato accusato da più di 70 donne di stupro e abusi sessuali, reati che avrebbero avuto luogo a partire dalla metà degli anni sessanta. Molte delle dichiaratesi vittime affermarono di essere state violentate dall'attore dopo essere state da lui narcotizzate con delle droghe. Assolto da tutte le altre accuse, nel 2018 è stato condannato per un singolo stupro, con una pena che va dai 3 ai 10 anni di detenzione in carcere, ma nel 2021 la condanna è stata annullata a causa di vizi giudiziari ed è tornato in libertà.

## Biografia
Nacque e crebbe a Filadelfia, in Pennsylvania, ed era uno dei quattro figli nati dalla coppia formata da Anna Pearl (Hite), cameriera, e William Henry Cosby Sr., marinaio della Marina militare statunitense. Durante la maggior parte della sua prima infanzia, il padre di Cosby fu lontano da casa essendo in servizio in Marina e combattendo nella seconda guerra mondiale. Sebbene fosse il capitano della squadra di baseball della Mary Channing Wister Public School di Filadelfia, e anche il rappresentante di classe, sia gli insegnanti che i suoi compagni di scuola notarono la sua maggiore propensione allo scherzo e alle buffonate piuttosto che allo studio.
Alla Fitz Simmons Junior High School, Cosby iniziò a recitare nelle recite scolastiche continuando comunque a praticare sport, sua grande passione. Si trasferì poi alla Central High School di Filadelfia, ma il suo progetto di portare avanti gli studi giocando contemporaneamente a football, basket, baseball, e recitando nel tempo libero, si rivelò irrealizzabile. In aggiunta, Cosby lavorava in un supermarket, prima e dopo la scuola, per aiutare economicamente la famiglia. Trasferitosi alla Germantown High School, venne però bocciato alla fine dell'anno. Bill Cosby abbandonò quindi gli studi dopo aver conseguito solo l'equivalente della licenza media (anche se riprenderà poi gli studi in seguito laureandosi negli anni settanta presso l'Università del Massachusetts) per entrare in Marina, dove venne impiegato in qualità di infermiere ed operò come assistente alla riabilitazione fisica di alcuni reduci della guerra di Corea.

### Carriera come cabarettista

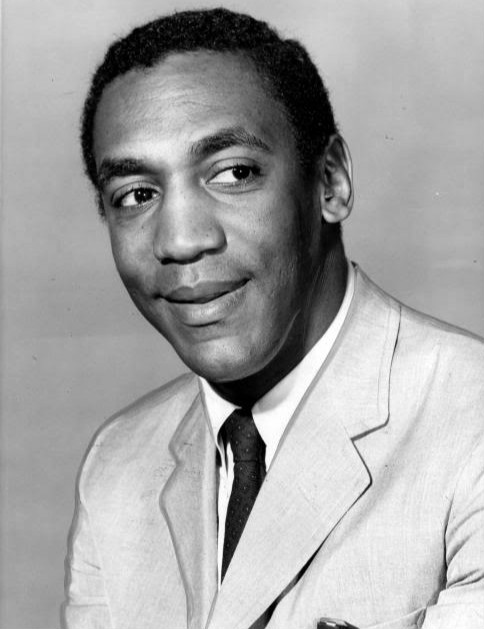
Bill Cosby nel 1965

Dopo aver ottenuto il diploma per corrispondenza, nel 1961 ottenne una borsa di studio per l'atletica leggera alla Temple University. Iniziò a frequentare il corso di laurea in Educazione fisica, ma nello stesso anno, lavorando da barista in alcuni club, si accorse di ottenere mance più elevate facendo ridere i clienti. Così, alcuni amici lo convinsero a esibirsi come cabarettista e abbandonò nuovamente gli studi. Nella veste di comico ottenne un grande successo, tanto che gli fu chiesto di partecipare a programmi di successo come l'Ed Sullivan Show. A New York si esibisce al Gaslight Cafe a partire dal 1962. Effettua serate in giro per il Paese esibendosi con successo a Chicago, Las Vegas, San Francisco, Washington e in molte altre città. Riceve esposizione a livello nazionale grazie all'apparizione nel corso dello show NBC The Tonight Show nell'estate del 1963, che gli frutta un contratto discografico con la Warner Bros. Records, che nel 1964 pubblica il suo disco comico parlato di debutto Bill Cosby Is a Very Funny Fellow... Right!, primo di una lunga serie.
Mentre la comicità dell'epoca di molti suoi colleghi sfruttava la maggior libertà che iniziava a circolare nei primi anni sessanta per esporre argomenti controversi e scottanti, Cosby divenne famoso per i suoi racconti umoristici autobiografici inerenti l'infanzia. Molti americani restarono sorpresi dalla mancanza di qualsiasi riferimento alla questione razziale dei diritti civili nelle storie di Cosby. Con l'accrescersi della fama, Cosby fu costretto a difendere il suo punto di vista apparentemente "apolitico" in numerose occasioni; come disse in seguito: «Un bianco ascolta le mie storie, ride e pensa: "Si, è proprio come la vedo anch'io". Okay. Lui è bianco. Io sono nero. Ed entrambi vediamo le cose allo stesso modo. Questo deve significare che "siamo uguali". Giusto? Quindi penso di fare qualcosa di buono, alla mia maniera, per una migliore relazione fra bianchi e neri».

### Carriera d'attore

#### Le spie

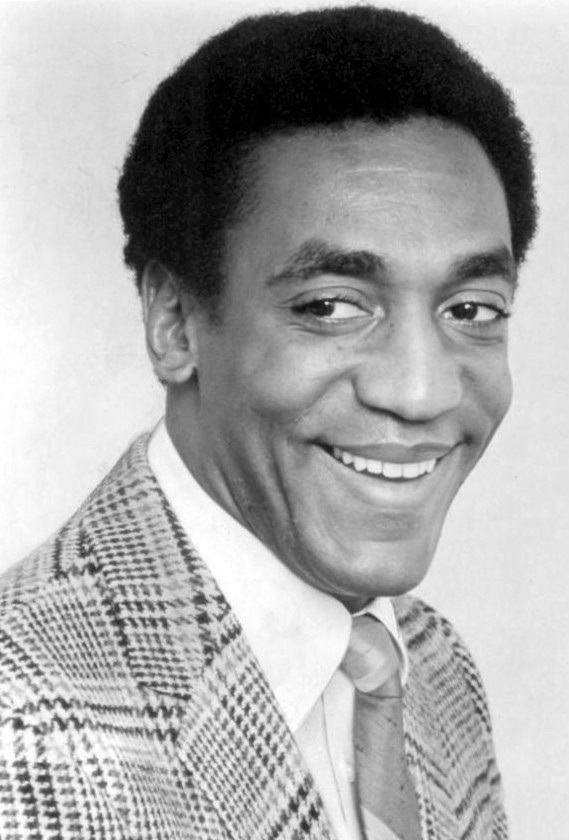
Bill Cosby nel 1969

Negli anni sessanta insieme a Robert Culp ha interpretato la serie Le spie. Cosby divenne il primo coprotagonista afroamericano a recitare in una serie televisiva drammatica. Inizialmente Cosby e la direzione NBC furono avvertiti che qualche consociato avrebbe potuto essere contrario alla serie strutturata in quel modo. All'inizio del 1965 quattro canali televisivi rifiutarono lo show per la troppa promiscuità razziale insita in esso. Nonostante tutto, lo show ebbe grande successo grazie alla particolare alchimia tra i due protagonisti, diventando uno dei migliori successi della stagione. Con Le spie, Cosby vinse quattro Emmy Awards consecutivi come "miglior attore protagonista in una serie drammatica".
Durante lo svolgimento della serie, Cosby continuò ad esibirsi come cabarettista e registrò una mezza dozzina di album parlati per la Warner Bros. Iniziò anche a cimentarsi come cantante, incidendo il disco Silver Throat: Bill Cosby Sings in 1967, che gli fruttò il singolo di successo Li'l Ole Man. L'artista avrebbe continuato a pubblicare svariati dischi nei primi anni settanta, sebbene in prevalenza rimasero dischi comici parlati piuttosto che LP musicali canonici. Nel giugno 1968 Billboard riportò la notizia di come Cosby avesse rifiutato un rinnovo contrattuale di cinque anni da 3,5 milioni di dollari offertogli dalla Warner, per fondare la propria casa discografica.
La Tetragrammaton Records era una divisione della Campbell, Silver, Cosby (CSC) Corporation, società con sede a Los Angeles fondata da Cosby insieme al suo manager Roy Silver e al regista Bruce Post Campbell. Essa produsse film e dischi, inclusi gli speciali televisivi di Cosby, e lo speciale Hey, Hey, Hey, It's Fat Albert. L'etichetta fu principalmente attiva nel periodo 1968-69 (il successo maggiore fu ottenere la firma del gruppo hard rock britannico Deep Purple), ma presto finì in bancarotta e chiuse i battenti nel 1970.

#### Fat Albert,Bill Cosby Show, & altri progetti

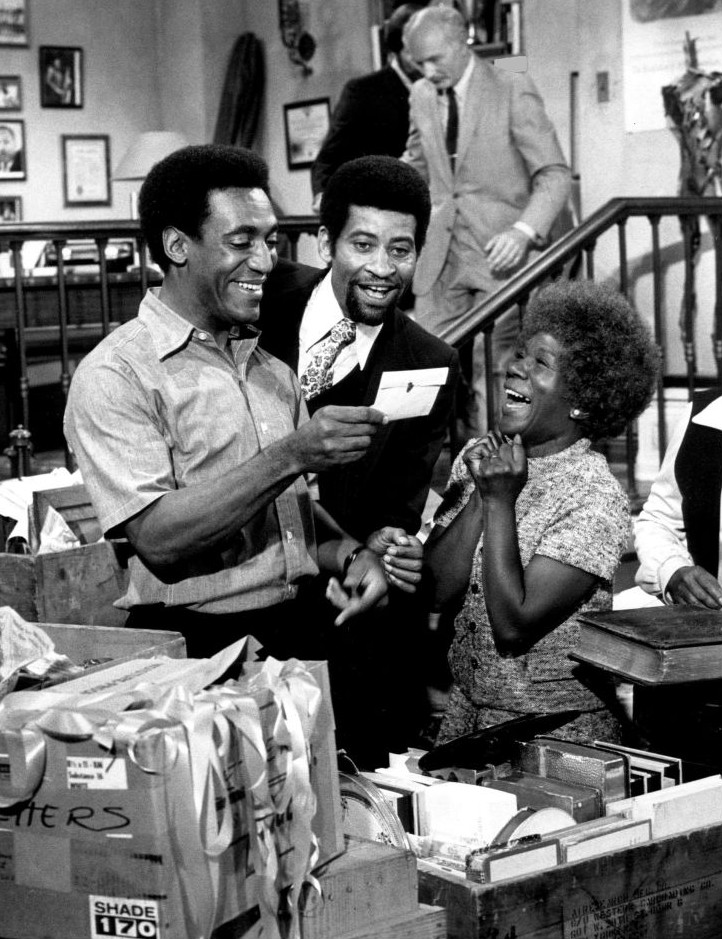
Cosby insieme a Rupert Crosse e Beah Richards durante una puntata del The Bill Cosby Show nel 1970.

Cosby portò avanti numerosi progetti televisivi aggiuntivi ed apparve come ospite fisso al The Tonight Show. Inoltre nel pieno del suo successo, si iscrisse ai corsi di Educazione dell'Università del Massachusetts. Nel 1969 tornò alla ribalta con il The Bill Cosby Show, sitcom andata in onda per due stagioni sul canale NBC. Cosby interpretava il ruolo di Chet Kincaid, un insegnante di educazione fisica in una scuola superiore di Los Angeles. Sebbene la serie riscosse un moderato successo di critica, lo show ebbe ottimi indici d'ascolto, piazzandosi a fine anno all'undicesimo posto nella classifica dei programmi più visti della stagione. Secondo quanto affermato nei contenuti speciali dell'edizione in DVD della prima stagione della serie, all'epoca Cosby ebbe dei contrasti con la dirigenza NBC dato che era contrario all'inserimento delle "risate finte preregistrate" nel corso del programma (perché reputava gli spettatori in grado di ridere alle battute umoristiche senza bisogno di essere condizionati a farlo).
In questo periodo Cosby ottenne la laurea di primo livello e proseguì gli studi.
Nel 1972, anno in cui ottenne un master universitario, Cosby recita nel The New Bill Cosby Show. Tuttavia, questa volta il programma non riscuote successo, e lo show viene cancellato dopo una stagione sola. Maggior fortuna ha il cartone animato Fat Albert and the Cosby Kids, ideato e presentato da Cosby stesso e basato sulla sua infanzia. La serie viene trasmessa dal 1972 al 1979, venendo introdotta addirittura nella programmazione scolastica di alcuni istituti per il suo alto valore educativo. Ritenendo passeggero il suo successo nel mondo dello spettacolo, Bill Cosby decise di tornare tra i banchi di scuola e in pochi anni conseguì un dottorato in Educazione presso l'Università del Massachusetts. La tesi di dottorato analizza la questione razziale in Fat Albert (trasmesso in Italia con il titolo Albertone).
Sempre nel corso degli anni settanta, Cosby insieme ad altri attori afroamericani, incluso il regista Sidney Poitier, uniscono le proprie forze per produrre film comici di successo per arginare e contrastare la crescente violenza insita nei film di genere "blaxploitation" in voga all'epoca. Uptown Saturday Night (1974) e Let's Do It Again (1975), entrambi inediti in Italia, riscossero un buon successo di pubblico, ma molti dei successivi film furono dei sonori flop.
Nel 1976 ottenne il dottorato.

#### I Robinson

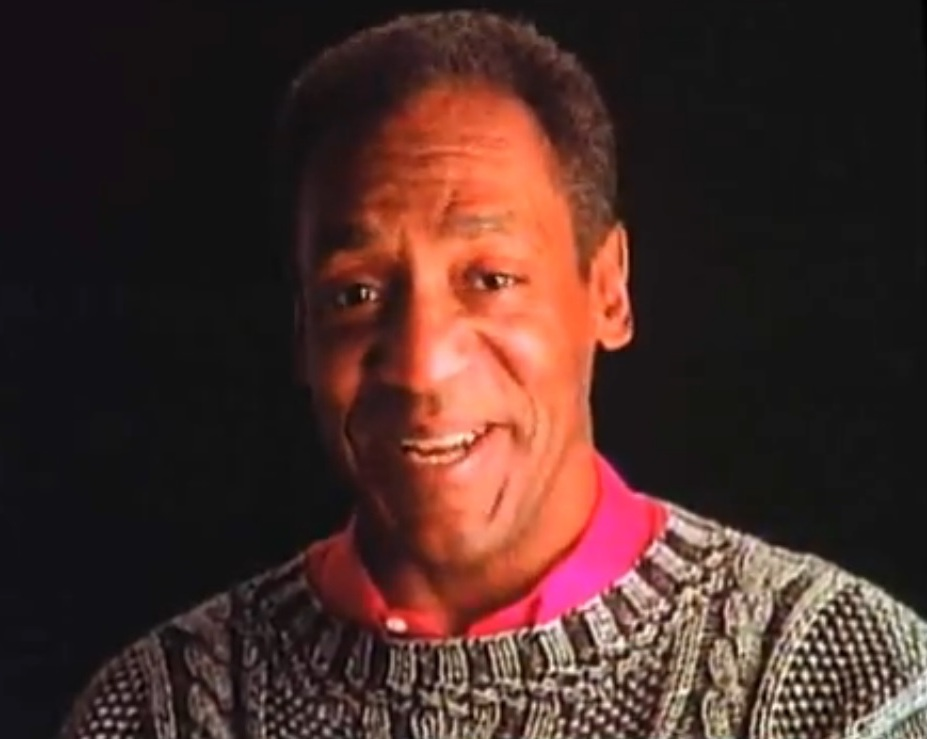
Bill Cosby all'epoca de I Robinson

Il successo planetario giunse nel 1984 quando ideò e interpretò la serie I Robinson (in originale The Cosby Show) per la NBC. La serie proseguì fino al 1992 con la realizzazione di ben 201 episodi, riscuotendo i più alti indici d'ascolto di una sitcom in assoluto. I Robinson è ancora una fra le serie più replicate della televisione italiana. Nelle intenzioni di Cosby, la serie doveva essere una risposta all'aumento della violenza e della volgarità nei programmi televisivi. Egli insistette per ottenere il controllo totale della serie, venendo coinvolto in ogni aspetto del programma. Lo show conteneva dei parallelismi con la vita famigliare reale di Cosby: come i personaggi di Cliff e Claire Robinson (Huxtable nell'originale), Bill Cosby e sua moglie Camille avevano ricevuto un'istruzione a livello universitario, erano benestanti e avevano cinque figli.
Essenzialmente atipica rispetto alle altre situation comedy con interpreti di colore, The Cosby Show non aveva precedenti nel rappresentare un'agiata famiglia borghese afroamericana che non aveva fatto fortuna venendo "dal basso" (come per esempio ne I Jefferson), ma che apparteneva di diritto alla colta classe media statunitense. Il grande successo della serie generò lo spin-off Tutti al college (A Different World) incentrato sul personaggio di Denise Robinson (Lisa Bonet), che però riscosse minori consensi.

#### Cosby indaga
Dal 1994 al 1995 viene trasmessa negli Stati Uniti la serie Cosby indaga (The Cosby Mysteries). Si tratta di una sitcom poliziesca incentrata sui casi affrontati da Guy Hanks (interpretato da Cosby), ex criminologo (dopo una vincita milionaria alla lotteria) che aiuta nelle indagini gli ex colleghi della polizia, in particolare il detective Adam Sully. La serie non riscuote particolare interesse e viene chiusa dopo la prima stagione. In Italia la serie va in onda per breve tempo nel 1996, con Cosby sempre doppiato da Ferruccio Amendola (sua voce italiana anche ne I Robinson).

#### Cosby
Nel 1996, a quattro anni dalla conclusione de I Robinson, inizia un nuovo show per la CBS intitolato Cosby, interpretato ancora insieme a Phylicia Rashād (la Claire dei Robinson), che anche qui interpreta la parte di sua moglie. Cosby co-produce lo show insieme alla Carsey-Werner Productions. La serie prende ispirazione dal programma inglese One Foot in the Grave, ed è incentrata sul personaggio di Hilton Lucas, interpretato da Cosby, anziano cittadino che cerca di trovare lavoro dopo essere stato licenziato dall'impiego precedente. L'attrice Madeline Kahn partecipa alla sitcom nella parte di Pauline Fox, vicina di casa della coppia. Nonostante l'iniziale buon riscontro di pubblico, non riscuotendo lo stesso successo de I Robinson, la serie chiude i battenti nel 2000 dopo quattro stagioni. A tutt'oggi I Cosby è l'ultima sitcom alla quale abbia preso parte attivamente Bill Cosby.

#### Progetti cinematografici
Il successo sul piccolo schermo lo portò a esordire come autore nel cinema: nel 1987 scrisse ed interpretò la commedia Leonard salverà il mondo, che tuttavia si rivelò un tremendo fiasco al botteghino e per il quale ricevette due Razzie Awards nella categoria peggiore film e peggiore interpretazione maschile dell'anno. Dopo altri due flop, Papà è un fantasma (1990) e The Meteor Man (1993), l'attore avrà finalmente un parziale riscatto con Jack (1996), film di Francis Ford Coppola in cui fa da spalla a Robin Williams.
Successivamente Bill continua a svolgere le sue attività di produttore, scrittore e sceneggiatore: nel 1999 ha lanciato una nuova serie a cartoni animati, Little Bill, mentre nel 2004 ha realizzato il soggetto del telefilm Fatherhood e scritto il film Il mio grasso grosso amico Albert dedicato a Fat Albert, il protagonista di un cartone animato che egli aveva creato in gioventù e del quale era stato protagonista come attore in carne e ossa e doppiatore di diversi personaggi, tra cui lo stesso Fat Albert.

## Procedimenti giudiziari

### Condanna per stupro e molestie sessuali

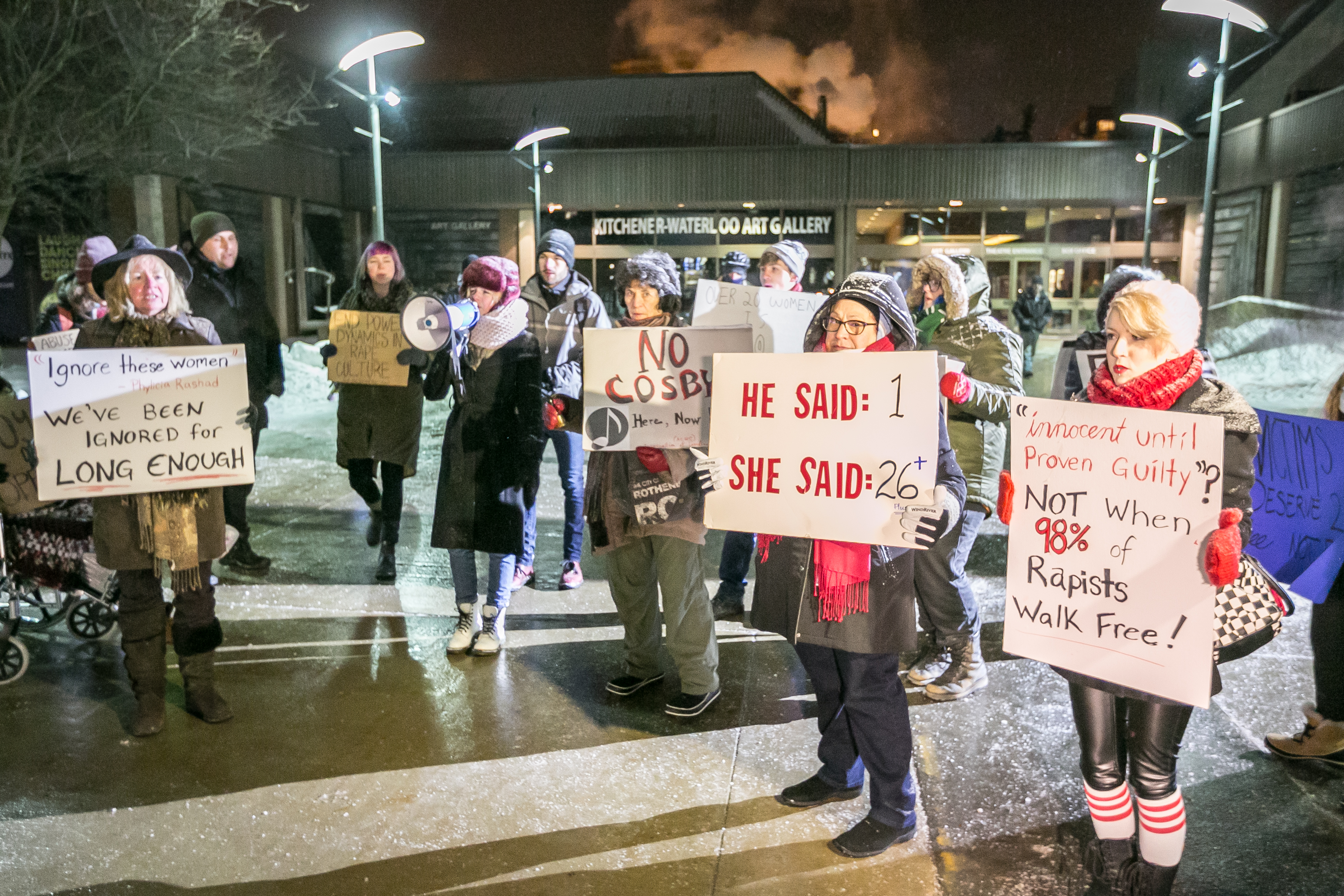
Manifestanti a favore della condanna di Cosby (2015)

Nel luglio 1997 Cosby testimoniò di essere stato costretto a versare ingenti somme di denaro a Shawn Upshaw, una donna che era stata sua amante per breve tempo a Las Vegas durante gli anni settanta. La Upshaw successivamente affermò di avere avuto una figlia dalla relazione con Cosby, tale Autumn Jackson, ma l'attore negò ogni addebito. Cosby disse di aver dato alla Upshaw un totale di $100,000 nel corso degli anni, per far sì che non rivelasse la loro relazione. La ventiduenne Autumn Jackson venne condannata a 26 mesi di carcere per tentata estorsione di circa 40 milioni di dollari ai danni di Bill Cosby.
Dal 2004 alcune donne hanno cominciato ad accusare Cosby di stupro e abusi sessuali. Nell'agosto 2006, Cosby venne citato in giudizio da una donna canadese, una cestista di nome Andrea Constand, che affermava di essere stata da lui aggredita sessualmente nella casa dell'attore a Philadelphia. L'episodio risalirebbe al 2004. La donna affermò inoltre di essere stata violentata da Cosby mentre era stordita dall'assunzione di pillole anti-stress. Cosby negò ogni accusa. Entro il 2014 altre 13 donne lo accusarono di stupro.

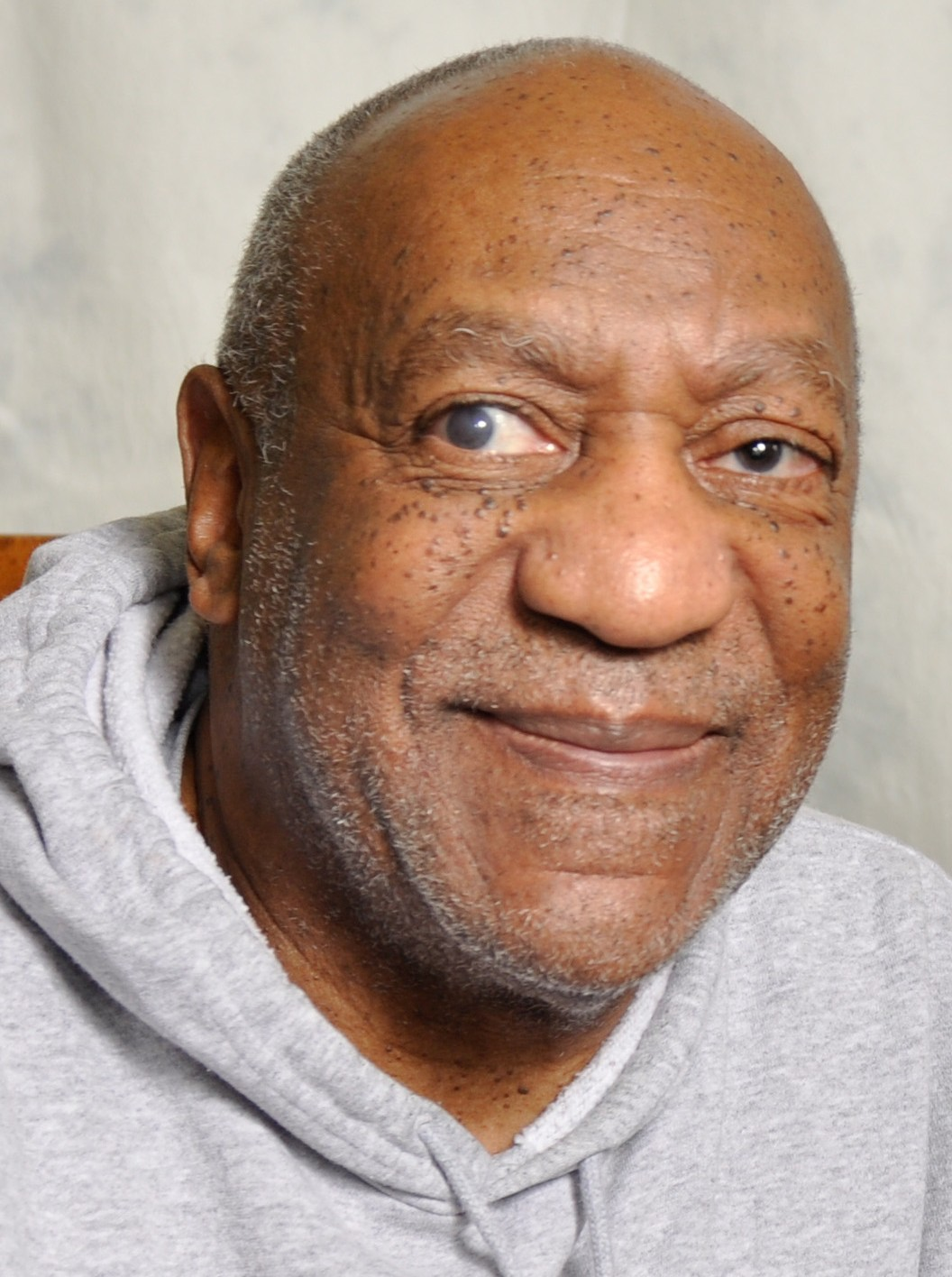
Cosby nel 2011

Il 28 ottobre 2014 l'attrice Barbara Bowman accusò Cosby di averla violentata nel 1986, quando l'attrice aveva 17 anni.. La Bowman disse che Cosby l'avrebbe ospitata a casa sua a New York e, dopo averle fatto bere del vino con della droga all'interno, l'avrebbe stuprata. Rivelò anche di aver rivisto Cosby altre volte, perché le avrebbe promesso di avere successo nel mondo dello spettacolo. Nel mese di novembre altre donne hanno accusato Cosby di violenza sessuale, tra cui la modella Janice Dickinson, che ai primi di novembre rivelò di essere stata stuprata dall'attore con lo stesso metodo usato con le donne precedenti.
Il 19 novembre un'altra donna, la giornalista Joan Tarshis, rivelò al sito Hollywood Elsewhere di essere stata violentata da Cosby due volte all'età di 19 anni. A fine 2014 il numero di donne che accusano l'attore ha superato la ventina. Sono seguite altre denunce da parte di donne che hanno denunciato di essere state vittime di stupri da parte di Cosby negli anni '80.
In seguito alle accuse di stupro emerse, Cosby nel 2014 ha diradato le sue apparizioni televisive e pubbliche, continuando però il suo tour teatrale, durato da fine novembre 2014 ai primi di gennaio 2015. L'8 gennaio 2015 altre tre donne hanno accusato Cosby di stupro, intentando contro di lui anche una causa per diffamazione. Il 13 febbraio successivo altre due donne hanno accusato l'attore di averle stuprate, rispettivamente nel 1969 e nel 1989, dopo aver promesso loro successo e fama. Cosby tuttavia, sempre attraverso i suoi legali, ha continuato a negare le accuse e ha proseguito il suo tour nei teatri americani. Tuttavia, nei mesi successivi, il numero di accusatrici nei confronti dell'attore ha continuato ad aumentare, e il caso Cosby assurge a rilevanza internazionale, tanto che il suo nuovo show programmato per l'estate 2015 viene annullato. L'8 luglio 2015 viene rivelato che il comico americano nel 2005 ammise di aver utilizzato il Quaalude.
Dopo questa rivelazione l'immagine dell'attore subisce un forte colpo, tanto che la Disney decide di rimuovere la sua statua dal parco a tema in Florida e tutti gli show in programma vengono cancellati. Il 27 luglio 2015 inoltre, sulla copertina del New York Magazine, compare una foto di tutte le 35 donne che avrebbero accusato Cosby di stupro, che riscuote parecchia rilevanza mediatica. Successivamente, nei mesi di ottobre e novembre 2015, seguono altre accuse di stupro nei confronti di Cosby da parte di altre donne dello spettacolo, tra cui Carla Ferrigno, portando il numero delle accusatrici a circa 50 donne.
Il 30 dicembre 2015 è stata presentata in Pennsylvania la prima richiesta formale di condanna per abusi sessuali contro l'attore. Arrestato dalle forze dell'ordine, Cosby è rimasto in libertà in attesa del processo pagando il 10 per cento della cauzione, fissata ad un milione di dollari. Il 7 gennaio 2016 due delle accuse nei suoi confronti vengono archiviate per mancanza di prove. Il 7 settembre 2016 il giudice O'Neil, in un'udienza preliminare a Norristown, stabilisce la data d'inizio del processo penale per Cosby in data 5 giugno 2017. Alla testimonianza, inoltre, vengono accolte altre 13 presunte vittime dell'attore, che, quasi completamente cieco, avrà diritto a un procedimento rapido. Il processo ha avuto inizio il 5 giugno 2017 e si è concluso, rapidamente, il 17 giugno 2017 con la giuria che non è riuscita a raggiungere il verdetto per mancanza di unanimità (cosiddetto "mistrial"). Ripetuto il processo, il 26 aprile 2018 Cosby è stato giudicato colpevole di "aggressione indecente".
Il 30 giugno 2021 la Corte suprema della Pennsylvania annulla la condanna di Cosby sostenendo che il processo ai danni dell'attore non doveva nemmeno avere luogo,  sancendo così la scarcerazione dell'attore.

## Vita privata

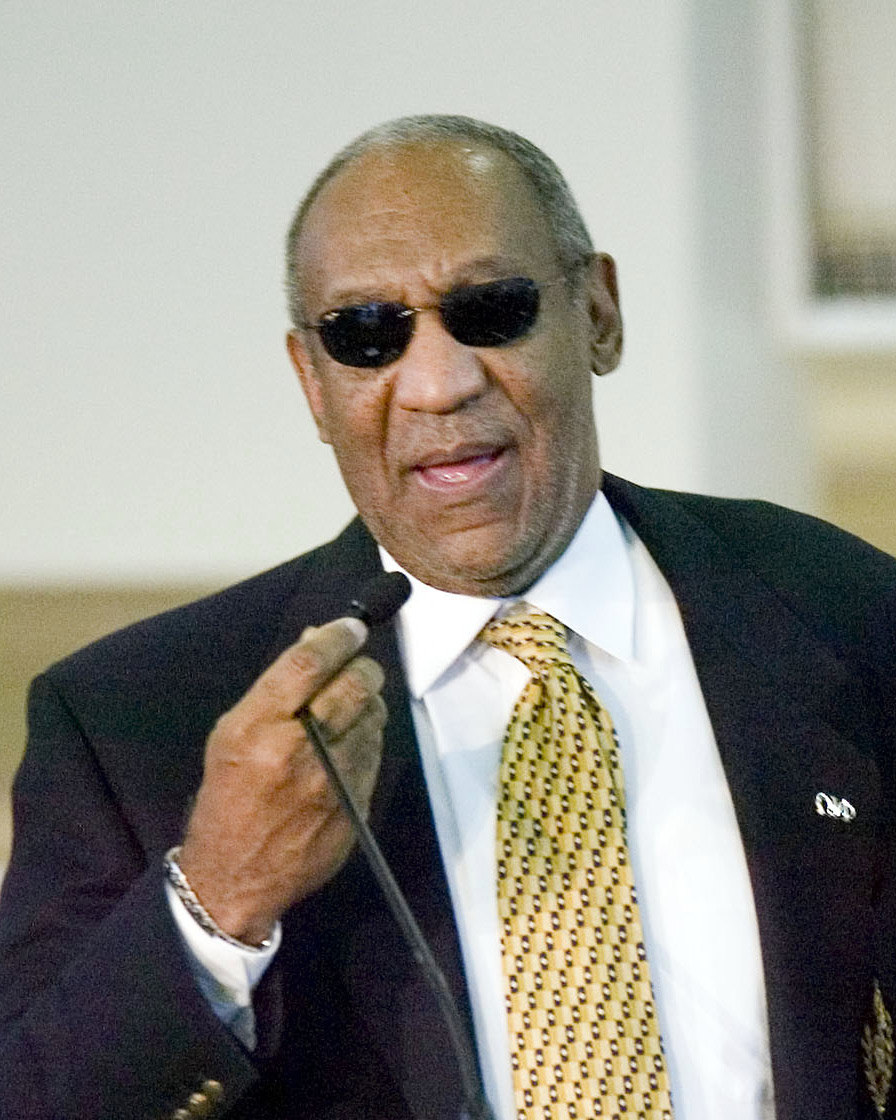
Bill Cosby nell'ottobre 2006

Cosby incontrò la futura moglie, Camille Olivia Hanks, mentre stava esibendosi come comico a Washington nei primi anni sessanta, e lei era studentessa alla University of Maryland. I due si sposarono il 25 gennaio 1964, e dalla loro unione sono nati cinque figli: Erika Ranee (1965), Erinn Chalene (1966), Ensa Camille (1973-2018), Evin Harrah (1976), e l'unico figlio maschio Ennis William (1969-1997).

### Omicidio di Ennis Cosby
Nel 1997 il figlio Ennis venne assassinato a Los Angeles con un colpo di pistola alla testa da Mikhail Markhasev, un immigrato ucraino, che tentava di rapinarlo mentre il ragazzo cercava di sostituire una ruota forata della sua auto. Da allora Cosby ha diradato notevolmente le sue apparizioni pubbliche, concedendosi solo qualche passaggio in varietà comici della televisione americana (ad esempio, sostituì per qualche tempo David Letterman alla conduzione del Late show durante un periodo di convalescenza a seguito di un intervento di bypass coronarico di quest'ultimo).
Nel 1998 Markhasev fu condannato all'ergastolo per omicidio di primo grado e tentata rapina. Durante il processo la famiglia Cosby chiese che non venisse sentenziata la pena di morte. Nel 1997 Bill e Camille Cosby hanno inaugurato una fondazione benefica intitolata a Ennis Cosby. Nel 2000 Bill Cosby ha fondato una borsa di studio intitolata a suo figlio al Franklin & Marshall College di Lancaster, in Pennsylvania.

### Il discorso della "Pound Cake"
Il cosiddetto "discorso della pound cake" o "del pezzo di torta" venne tenuto da Bill Cosby nel maggio 2004 durante una cerimonia di premiazione della NAACP ("Associazione nazionale per la promozione delle persone di colore") tenutasi a Washington in commemorazione del cinquantesimo anniversario dell'emanazione della sentenza Brown contro l'ufficio scolastico di Topeka da parte della Corte suprema degli Stati Uniti. In esso, Cosby fu altamente critico nei confronti dei membri della comunità afroamericana statunitense. Egli criticò aspramente l'utilizzo dello sboccato slang da ghetto, la prevalenza di coppie separate o divorziate, la troppa enfasi posta sulle cose frivole, superflue e costose, la mancanza di responsabilità e altri comportamenti ascritti alla comunità nera.
Il discorso viene spesso definito della "Pound Cake" perché Cosby citò questo particolare dolce, con intenti comici, mentre metteva a confronto i criminali comuni con gli attivisti per i diritti civili incarcerati nel corso degli anni cinquanta e sessanta:
Nel discorso, Cosby affermò di come gli afroamericani non dovessero continuamente ritenersi vittime di discriminazione, segregazione, istituzioni governative o altro per giustificare le loro grandi inadempienze; piuttosto, dovrebbero incolpare e ritenersi vittime della loro propria "cultura della povertà".
Sempre nello stesso discorso, Cosby ebbe parole di elogio per la Nation of Islam per lo sforzo dimostrato nel contrastare l'ascesa del crimine nelle città, dicendo: «Quando si decide di ripulire il proprio quartiere, la prima cosa da fare è rivolgersi ai Black Muslims. E il tuo quartiere diventa pulito». Dopo questa affermazione, egli puntò il dito contro l'impotenza della polizia nel combattere la criminalità, affermando: «Semplicemente la polizia non può farcela». Poi ebbe altre recriminazioni verso i cristiani neri per la loro incapacità nel creare cambiamenti sociali positivi nel tessuto urbano: «Mi rivolgo a voi cristiani, cosa c'è che non va con voi altri? Perché non scendete in strada? Perché non potete ripulirvi da soli?». A seguito di tali affermazioni, Cosby ricevette svariate critiche venendo tacciato di "conservatorismo nero".

### La passione per il jazz
Sin dalla giovane età, Bill Cosby è un grande appassionato di musica jazz. Dal 1979 al 2013 è stato lo storico presentatore dell'annuale Playboy Jazz Festival di Los Angeles, talvolta esibendosi anche in veste di musicista suonando insieme alla sua band Cos of Good Music, ensemble con cui si è spesso esibito alla batteria. La passione per il jazz ha portato Cosby a cimentarsi più volte nel corso degli anni anche come compositore, si ricordi a tal proposito la collaborazione con Quincy Jones per la colonna sonora dei cartoni animati di Fat Albert e, soprattutto, il progetto Badfoot Brown & the Bunions Bradford Funeral & Marching Band, titolo di un oscuro disco jazz originariamente pubblicato nel 1971 dalla UNI (etichetta sussidiaria della MCA Records), dove Cosby suona il pianoforte elettrico ed è autore di tutte le musiche.
Nel 1972 apparve nei crediti dell'album dal vivo Charles Mingus and Friends in Concert in qualità di "maestro di cerimonie". Egli si avvicinò al jazz in maniera curiosa, come racconta lui stesso: «Il primo disco che, nella mia ignoranza, mi fece ridere, fu Misterioso in un'incisione di Monk. Mi misi a ridere e dissi: "posso farlo anch'io! Che razza di modo di suonare è questo? Posso farlo con due dita"... Poi iniziò l'assolo... ». Da lì in poi crebbe nel giovane l'amore per la musica afroamericana che lo portò ad ascoltare tutti i grandi maestri: «Miles ce l'ho nel cuore, così come Philly Joe Jones. E anche Freddie Hubbard: lo amavo. Amavo quel che pensava e ciò che stava cercando di fare. Ho sempre pensato che se non avesse bruciato le sue capacità sarebbe potuto diventare per la tromba ciò che Coltrane rappresenta per il sax tenore.» Recentemente si è detto a favore della campagna indetta dal musicista Nicholas Payton per abolire l'uso della parola "jazz" e sostituirla con "black american music", termine secondo lui ritenuto più consono e puntuale.
Dal 2004 Cosby è diventato membro attivo della Jazz Foundation of America. Per diversi anni, è stato tra gli ospiti dell'annuale manifestazione di beneficenza "A Great Night in Harlem", svoltasi all'Apollo Theater di New York City.

### La bufala ricorrente sulla sua morte
Da alcuni anni Bill Cosby è vittima di un macabro scherzo da parte di alcuni utenti su Internet, che puntualmente riportano la falsa notizia della sua morte. Seppur inizialmente divertito, alla quarta volta Cosby, dopo essere stato costretto per l'ennesima volta a ricevere a casa telefonate di condoglianze da suoi amici in lacrime che lo credevano morto, ha dovuto rendere nota una smentita via televisione.
(Bill Cosby)

## Filmografia

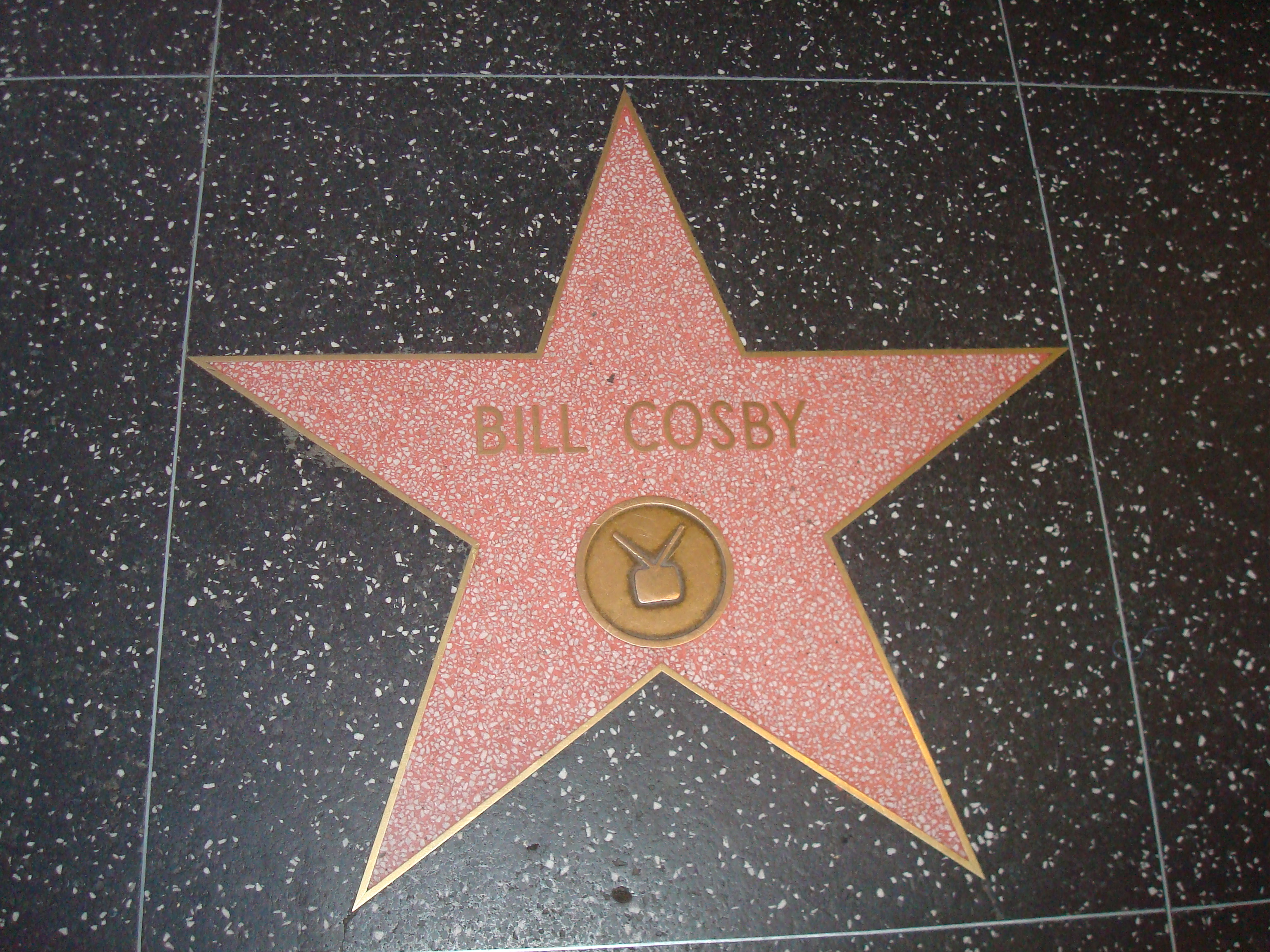
La stella dedicata a Bill Cosby sulla Hollywood Walk of Fame

### Cinema
- La morte arriva con la valigia bianca (Hickey & Boggs), regia di Robert Culp (1972)
- Uptown Saturday Night, regia di Sidney Poitier (1974)
- Let's Do It Again, regia di Sidney Poitier (1975)
- Codice 3: emergenza assoluta (Mother, Jugs & Speed), regia di Peter Yates (1976)
- A Piece of the Action, regia di Sidney Poitier (1977)
- California Suite, regia di Herbert Ross (1978)
- Il diavolo e Max (The Devil and Max Devlin), regia di Steven Hilliard Stern (1981)
- Bill Cosby: Himself, regia di Bill Cosby (1983)
- Leonard salverà il mondo (Leonard Part 6), regia di Paul Weiland (1987)
- Ghost Dad - Papà è un fantasma (Ghost Dad), regia di Sidney Poitier (1990)
- The Meteor Man, regia di Robert Townsend (1993)
- Jack, regia di Francis Ford Coppola (1996)
- Il mio grasso grosso amico Albert (Fat Albert), regia di Joel Zwick (2004)

### Televisione
- Le spie (I Spy) - serie TV (1965-1968)
- Hey, Hey, Hey, It's Fat Albert - voce (1969)
- The Bill Cosby Show - serie TV (1969-1971)
- Aesop's Fables - film TV (1971)
- Man and Boy, regia di E.W. Swackhamer - film TV (1971)
- Goin' Back to Indiana - speciale TV (1971)
- The Electric Company - serie TV (1971-1973)
- The New Bill Cosby Show (1972)
- To All My Friends on Shore - film TV (1972)
- Cos - serie TV (1976)
- Top Secret, regia di Paul Leaf (1978)
- Albertone (Fat Albert and the Cosby Kids) - serie TV (1972-1979) - voce
- I Robinson (The Cosby Show) - serie TV (1984-1992)
- Tutti al college (A Different World) - serie TV (1987-1993)
- You Bet Your Life - conduttore (1992-1993)
- I Spy Returns, regia di Jerry London - film TV (1994)
- Cosby indaga (The Cosby Mysteries) - serie TV (1994-1995)
- I Simpson (cameo, ep. 22 stag. 6) - serie TV (1995)
- Cosby - serie TV (1996-2000)
- OBKB - conduttore (2010-2012)
- Bill Cosby 77 - inedito (2014)

## Discografia

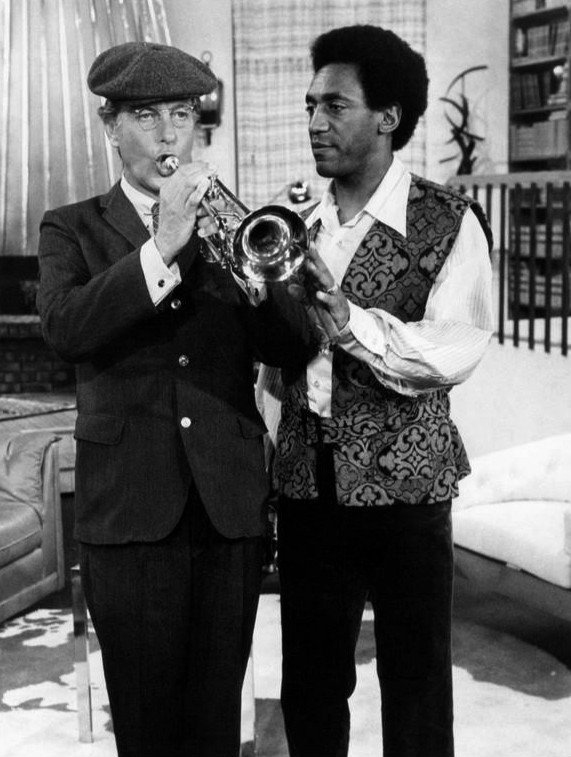
Cosby e Dick Van Dyke durante uno speciale televisivo della NBC.

### Album comici/parlati/didattici
- 1963: Bill Cosby Is a Very Funny Fellow... Right!
- 1964: I Started Out as a Child
- 1965: Why Is There Air?
- 1966: Wonderfulness
- 1967: Revenge
- 1968: To Russell, My Brother, Whom I Slept With
- 1968: 200 M. P. H.
- 1969: 8:15 12:15
- 1969: It's True! It's True!
- 1969: Sports
- 1970: Live: Madison Square Garden Center
- 1971: When I Was a Kid
- 1971: For Adults Only
- 1971: Bill Cosby Talks to Kids About Drugs
- 1972: Inside the Mind of Bill Cosby
- 1973: Fat Albert
- 1977: My Father Confused Me... What Must I Do? What Must I Do?
- 1978: Bill's Best Friend
- 1982: Bill Cosby: Himself
- 1986: Those of You With or Without Children, You'll Understand
- 1991: Oh, Baby

### Album musicali
- 1967: Silver Throat: Bill Cosby Sings
- 1968: Bill Cosby Sings Hooray for the Salvation Army Band!
- 1971: Badfoot Brown & the Bunions Bradford Funeral & Marching Band
- 1972: Bill Cosby Presents Badfoot Brown & the Bunions Bradford Funeral Marching Band
- 1974: At Last Bill Cosby Really Sings
- 1976: Bill Cosby Is Not Himself These Days
- 1977: Disco Bill
- 1990: Where You Lay Your Head
- 1991: My Appreciation
- 1997: Hello Friends: To Ennis, With Love
- 2004: Quincy Jones & Bill Cosby - The Original Jam Session 1969
- 2004: Quincy Jones & Bill Cosby - The New Mixes Vol. 1
- 2009: Bill Cosby Presents the Cosnarati: State of Emergency
- 2010: Keep Standing

### Compilation
- 1969: The Best of Bill Cosby
- 1970: More of the Best of Bill Cosby
- 1973: Bill
- 1975: Down Under
- 1986: Cosby and the Kids
- 1994: At His Best
- 2001: 20th Century Masters: The Millennium Collection: The Best of Bill Cosby
- 2004: The Bill Cosby Collection

## Doppiatori italiani
Nelle versioni in italiano delle opere in cui ha recitato, Bill Cosby è stato doppiato da:
- Ferruccio Amendola ne I Robinson, Cosby indaga, Ghost Dad - Papà è un fantasma, Cosby
- Sergio Fiorentini in Jack, Il mio grasso grosso amico Albert
- Carlo Marini ne Le spie
- Renzo Montagnani in The Bill Cosby Show (1ª voce)
- Enzo Consoli in The Bill Cosby Show (2ª voce)
- Luigi Montini in Albertone
- Vittorio Di Prima in California Suite
- Paolo Buglioni ne Il diavolo e Max

## Riconoscimenti
- Grammy Awards
  - 1964 – Best Comedy Performance
  - 1965 – Best Comedy Performance
  - 1966 – Best Comedy Performance
  - 1967 – Best Comedy Performance
  - 1968 – Best Comedy Recording
  - 1969 – Best Comedy Recording
  - 1970 – Best Comedy Recording

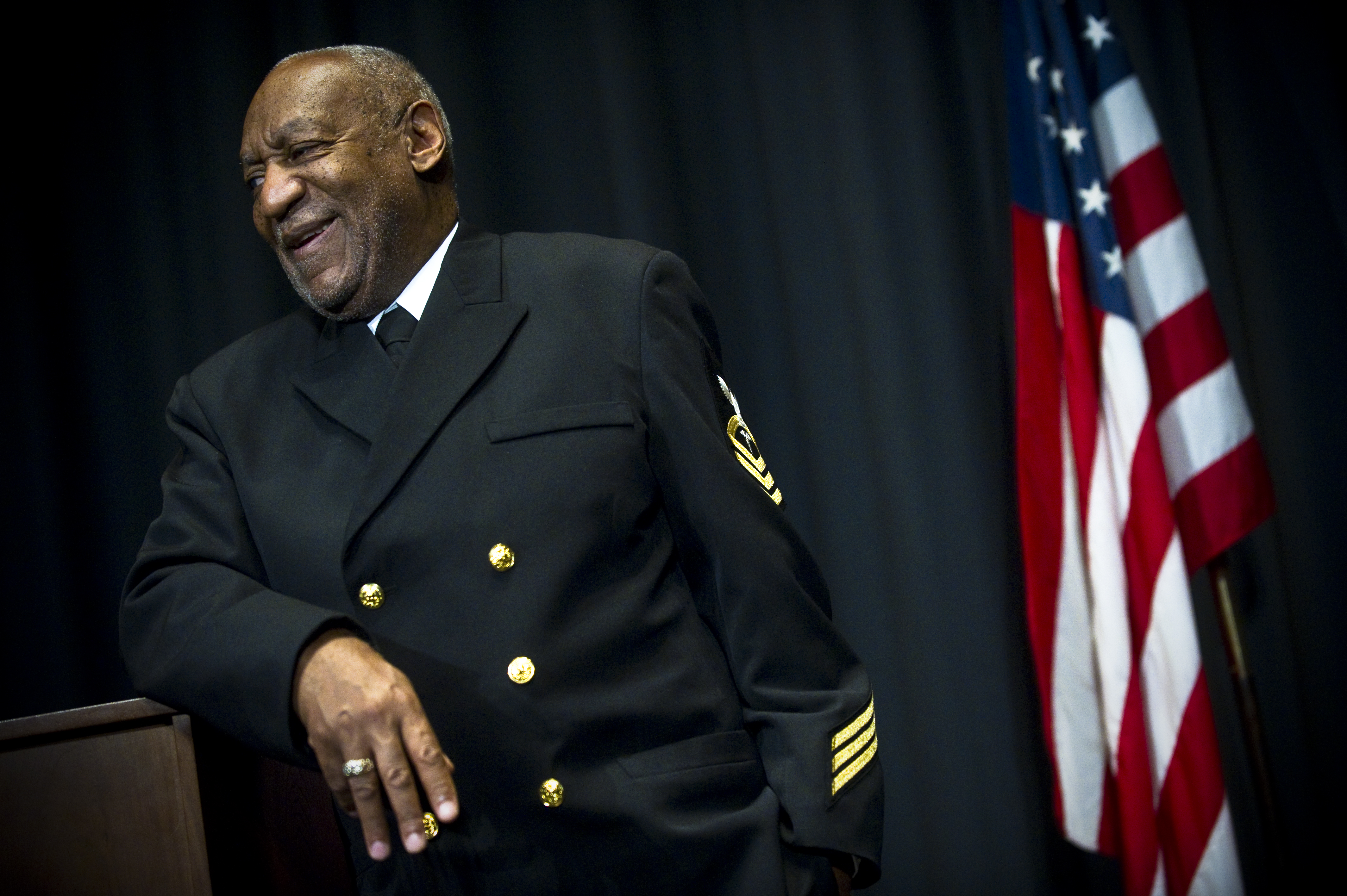
Bill Cosby nel 2011

  - 1971 – Best Recording for Children
  - 1972 – Best Recording for Children
  - 1987 – Best Comedy Performance
- People's Choice Awards
  - 1986 – Favorite Male TV Performer
  - 1987 – Favorite Male TV Performer e All-Around Male Entertainer
  - 1988 – Favorite Male TV Performer e All-Around Male Entertainer
  - 1989 – Favorite Male TV Performer e All-Around Male Entertainer
  - 1990 – Favorite Male TV Performer e All-Around Male Entertainer
  - 1991 – Favorite Male TV Performer e All-Around Male Entertainer
  - 1992 – Favorite Male TV Performer
  - 1999 – All-Time Favorite Performer
- Golden Globe
  - 1985 – Golden Globe per il miglior attore in una serie commedia o musicale per I Robinson
  - 1986 – Golden Globe per il miglior attore in una serie commedia o musicale per I Robinson
- Emmy Awards
  - 1966 – Migliore attore protagonista in una serie drammatica per Le spie
  - 1967 – Migliore attore protagonista in una serie drammatica per Le spie
  - 1968 – Migliore attore protagonista in una serie drammatica per Le spie
  - 1985 – Male Performer in a New TV Program
  - 1988 – All-Around TV Star
  - 1999 – All-Time Favorite Performer
  - 2003 – Bob Hope Humanitarian Award
  - 2004 – Outstanding Children's Animated Program – Little Bill
- BMI Film & TV Awards
  - 1987 – BMI TV Music Award per I Robinson
  - 1988 – BMI TV Music Award per I Robinson
  - 1989 – BMI TV Music Award per I Robinson
  - 1990 – BMI TV Music Award per I Robinson
  - 1991 – BMI TV Music Award per I Robinson
  - 1992 – BMI TV Music Award per I Robinson
  - 1997 – BMI TV Music Award per Cosby indaga
  - 1998 – BMI TV Music Award per Cosby indaga
- Aftonbladet TV Prize, Sweden
  - 1986 – Best Foreign TV Personality, Male
  - 1987 – Best Foreign TV Personality, Male
  - 1989 – Best Foreign TV Personality, Male
  - 1990 – Best Foreign TV Personality, Male
- NAACP Image Award
  - 1991 – Outstanding Actor in a Comedy Series, I Robinson
  - 1993 – Outstanding Lead Actor in a Comedy Series, I Robinson
  - 2007 – Hall of Fame Award
- Viewers for Quality Television
  - 1985 – Best Actor in a Quality Comedy Series, I Robinson
  - 1986 – Best Actor in a Quality Comedy Series, I Robinson
- Hollywood Walk of Fame
  - Stella Walk of Fame al numero 6930 di Hollywood Boulevard
- Hasty Pudding Theatricals
  - 1969 – Man of the Year
- Kennedy Center Honors
  - 1998 – Lifetime Achievement Award
- Television Critics Association
  - 2002 – Career Achievement Award
- Mark Twain Prize for American Humor
  - 2009 (revocato il 7 maggio 2018)[56]

- Medaglia Spingarn
  - 1985